# District de Morweh
Le district de Morweh est une subdivision du comté de River Cess au Liberia. 
L’autre district du comté de River Cess est :
- Le district de Timbo